# Magnétar

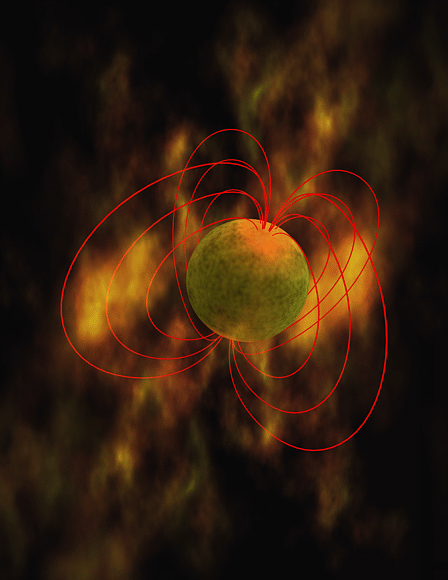
Vue d'artiste d'un magnétar.

Un magnétar, une étoile magnétique, ou une magnétoile selon la dénomination officielle en France, est une étoile à neutrons dont le champ magnétique est extrêmement intense et qui émet un rayonnement électromagnétique de haute énergie (rayons X et rayons gamma).

## Histoire
L'existence des magnétars est postulée en 1992 par les astronomes Robert Duncan (en) et Christopher Thompson (de), qui établissent un lien entre la théorie des champs magnétiques intenses et les observations des sources gamma. Dans la décennie qui suit, elle est acceptée comme explication plausible des sursauteurs gamma mous et des pulsars X anormaux.
L'explosion du magnétar SGR 1806-20 est enregistrée en 2004. L'énergie libérée a affecté l'atmosphère supérieure de la Terre, alors que celle-ci se trouvait à 50 000 années-lumière de l'explosion.
En 2023, l'une des deux étoiles du système binaire HD 45166 est identifiée comme une étoile Wolf-Rayet ayant une masse de 2 masses solaires et un champ magnétique de 43 kG : selon les modèles d'évolution stellaire elle explosera en supernova et laissera comme résidu un magnétar. Cette étoile Wolf-Rayet fortement magnétique résulte plausiblement de la fusion de deux étoiles à hélium de masse inférieure.

## Formation

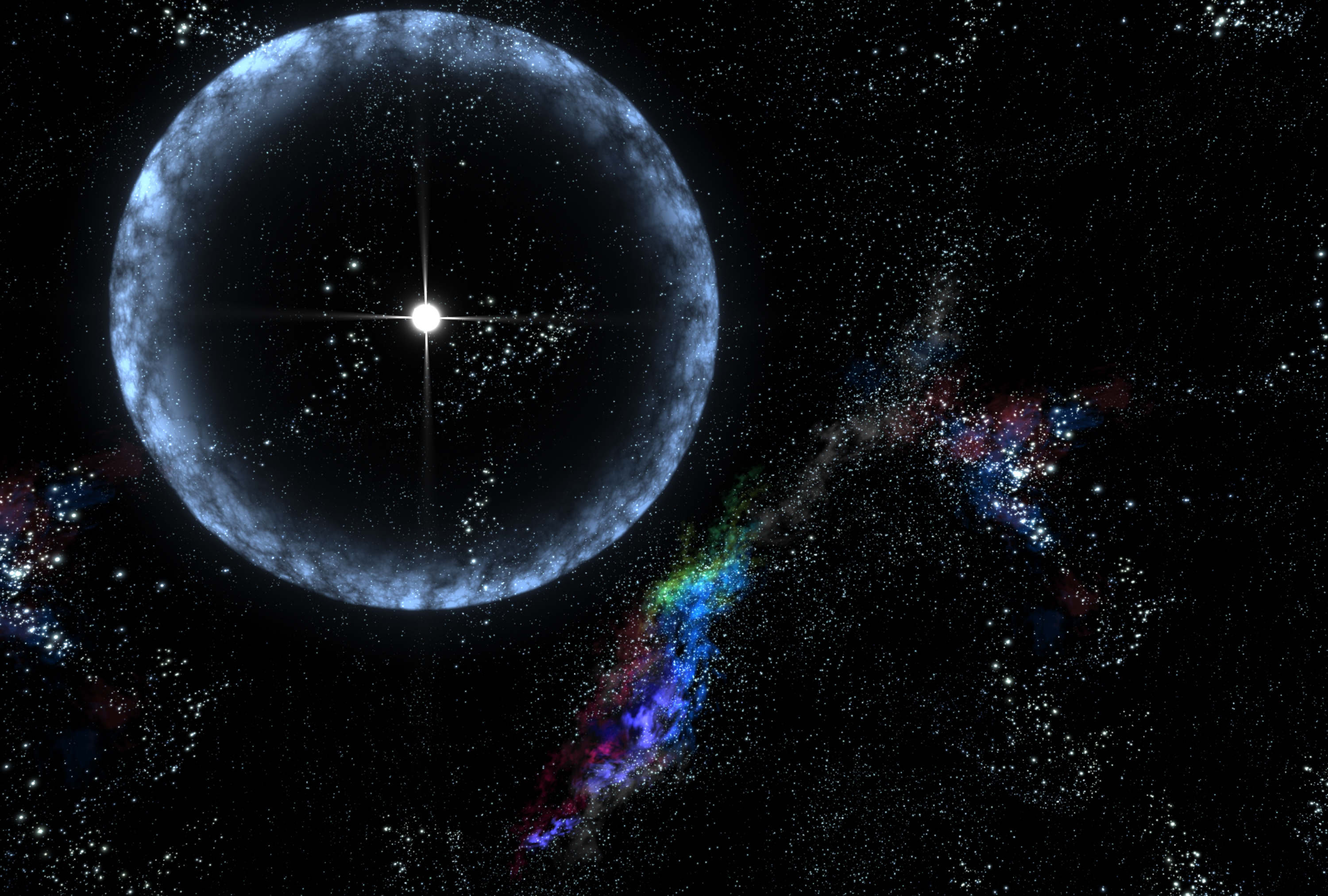
Vue d'artiste du sursaut SGR 1806-20 de décembre 2004.

Lorsqu'une supernova devient une étoile à neutrons, l'intensité de son champ magnétique croît. Duncan et Thompson calculèrent que celui-ci, normalement déjà de 108 teslas, pouvait dépasser dans certaines conditions 1011 teslas (1015 gauss). Une telle étoile magnétique est alors nommée magnétar.
En 2001, il est estimé qu'une supernova sur dix donne naissance à un magnétar plutôt qu'à une autre étoile à neutrons ou à un pulsar. Les prérequis sont une rotation rapide et un champ magnétique intense avant l'explosion. Ce champ magnétique serait créé par un  générateur électrique utilisant la convection de matière nucléaire durant les dix premières secondes environ de la vie d'une étoile à neutrons. Si cette dernière tourne suffisamment rapidement, les courants de convection deviennent globaux et transfèrent leur énergie au champ magnétique. Lorsque la rotation est trop lente, les courants de convection ne se forment que dans des régions locales.
Au centre du magnétar la pression est si forte que les baryons Delta pourraient constituer jusqu'à 10 % du cœur,.

## Genèse des sursauteurs gamma mous
Des tensions provoquant des tremblements d'étoile se produisent parfois dans les couches externes des magnétars,, constituées de plasma d'éléments lourds (principalement de fer). Ces vibrations très énergétiques produisent des bouffées de rayons X et gamma. Une telle étoile est nommée soft gamma repeater (SGR), soit sursauteur gamma mou.

## Illustration de leur intensité magnétique
Les magnétars ont un champ magnétique bien supérieur à 10 gigateslas. Ce champ magnétique serait suffisant pour démagnétiser (et donc rendre inutilisables) toutes les cartes de paiement à bande magnétique de la Terre depuis la moitié de la distance qui la sépare de la Lune, et serait fatal à une distance de 1 000 km.
En comparaison, le champ magnétique terrestre est d'environ 50 microteslas.[réf. souhaitée]

## Exemples
4U 0142+61 

## Culture populaire
- Dans la deuxième saison de la série télévisée Another Life, un magnétar révèle la faiblesse de la race des Achaïas, et permet à l'humanité de remporter une importante victoire contre eux.